# And One
And One är en tysk synthpop/EBM-grupp som grundades 1989.
Bandet grundades efter att Steve Naghavi och Chris Ruiz träffades på en klubb i Berlin. Då de båda var fans av den tidiga EBM-musiken valde de att gå i synthpopbandet Depeche Modes fotspår genom att använda två keyboards och en trummaskin. Gruppen blev så småningom en trio, då Alex Two gick med i bandet strax innan debutalbumet "Anguish" släpptes.
Släppet av Anguish följdes upp med turnerande och uppträdanden på diverse fester, och 1991 vann de pris som "bästa nykomling". Kort därefter hoppade Ruiz och Alex Two av och ersattes med Joke Jay, Rick Schah och Annelie Bertilsson.